# 218 Bianca
Bianca (asteroide 218) é um asteroide da cintura principal com um diâmetro de 60,62 quilómetros, a 2,3534347 UA. Possui uma excentricidade de 0,1171666 e um período orbital de 1 589,75 dias (4,35 anos).
Bianca tem uma velocidade orbital média de 18,24236046 km/s e uma inclinação de 15,22645º.
Este asteroide foi descoberto em 4 de Setembro de 1880 por Johann Palisa.